# Podróż widmo
Podróż widmo (ang. Ghost Voyage) – amerykański horror telewizyjny z 2008 roku w reżyserii Jamesa Oxforda.
Premiera filmu miała miejsce 26 stycznia 2008 roku na amerykańskim kanale Sci Fi Universal.

## Opis fabuły
Pewnej burzliwej nocy dziewięcioro obcych sobie ludzi, wśród których znajdują się m.in. Michael (Antonio Sabato Jr.) i Serena (Deanna Russo), budzi się na pokładzie statku towarowego dryfującego po otwartym morzu. Wkrótce okazuje się, że okręt jest nawiedzony.

## Obsada
- Antonio Sabato Jr. jako Michael
- Deanna Russo jako Serena
- Nicholas Irons jako Nicholai
- P.J. Marino jako Raymond
- Adrian Neil jako Simon
- Julian Berlin jako Jessica
- James Patric Moran jako Ronnie
- Cary-Hiroyuki Tagawa jako Steward

i inni